# Verzy
Verzy est une commune française, située dans le département de la Marne en région Grand Est.

## Géographie

### Description

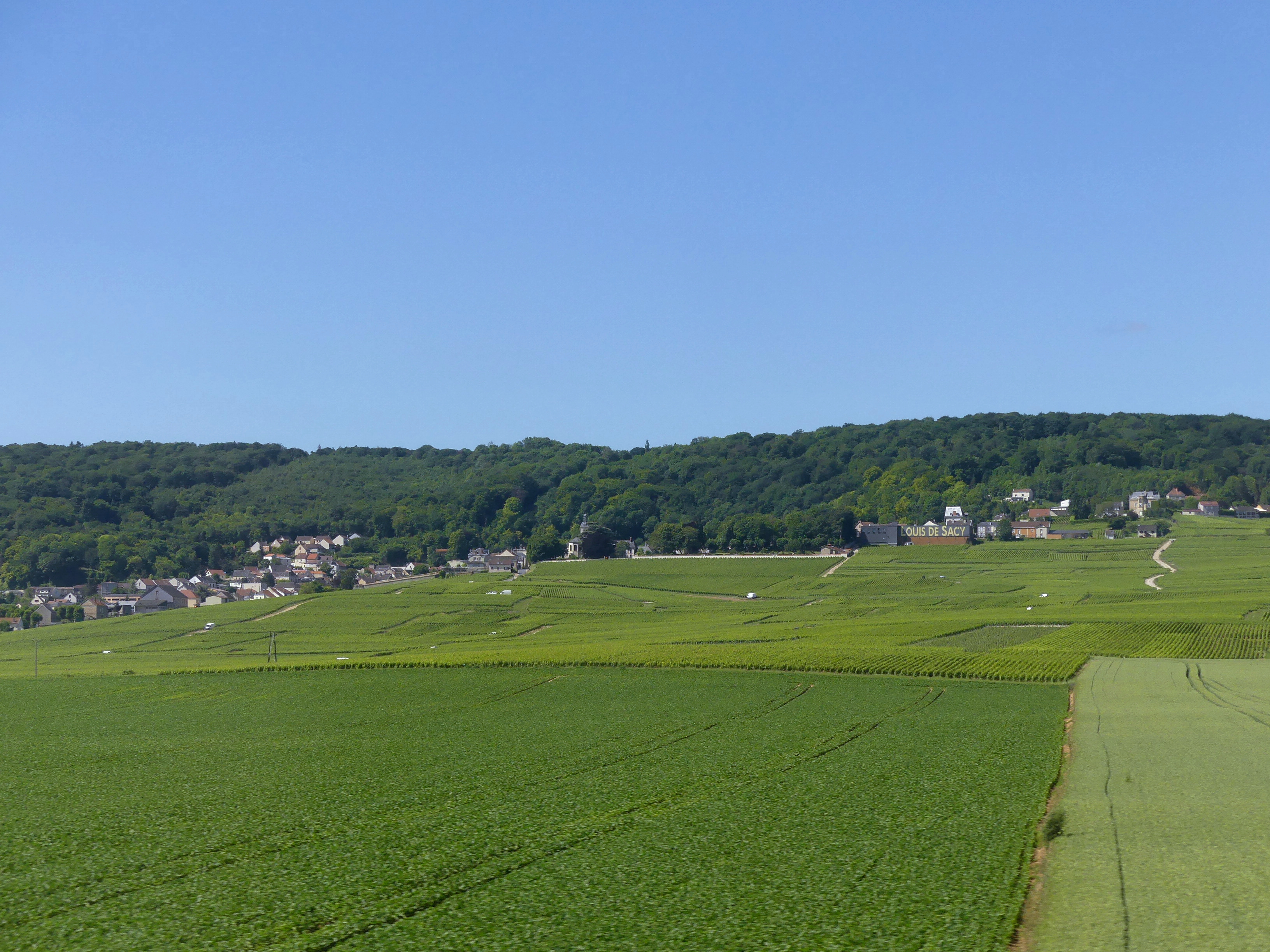
Le village adossé à la montagne de Reims entre vigne et forêt.

Située dans le Bassin parisien, le village est à 15 km au S-E de Reims. Il se situe sur le versant nord de la montagne de Reims et de la côte d'Île-de-France. La commune est partagée entre le vignoble de Champagne et la forêt. Le sommet de la montagne de Reims, à 288 m d'altitude, se trouve sur le territoire communal. Un climat océanique dégradé y règne.
La commune se trouve à proximité de l'A4, l'A26, A34, le TGV Est et n'est qu'à 15,6 km au sud de Reims par la route nationale 44 et la départementale 34.

### Communes limitrophes
Les communes limitrophes sont Beaumont-sur-Vesle, Ambonnay, Val-de-Vesle, Trépail, Verzenay, Villers-Marmery et Val de Livre.

### Hydrographie

#### Réseau hydrographique
La commune est traversée par la ligne de partage des eaux entre les régions hydrographiques « la Seine de sa source au confluent de l'Oise (exclu) » et « la Seine du confluent de l'Oise (inclus) à l'embouchure » au sein du bassin Seine-Normandie. Elle est drainée par le Fossé 01 de la Neuville-en-Chaillois,.

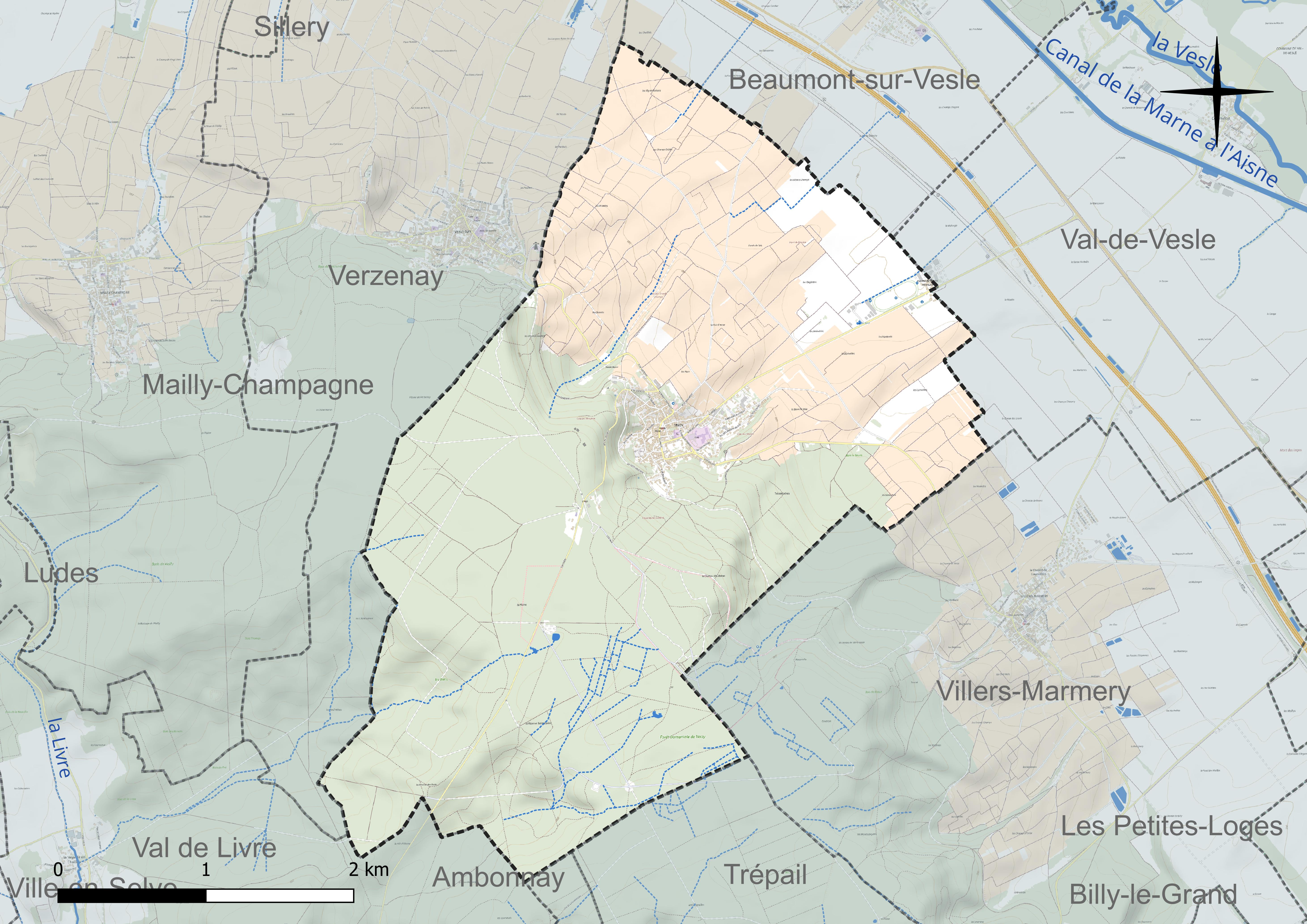
Réseau hydrographique de Verzy.

#### Gestion et qualité des eaux
Le territoire communal est couvert par le schéma d'aménagement et de gestion des eaux (SAGE) « Aisne Vesle Suippe ». Ce document de planification, dont le territoire s’étend sur 3 096 km2 répartis sur trois départements (Aisne, Marne et Ardennes) et deux régions (Champagne-Ardenne et Picardie), a été approuvé le 16 décembre 2013. La structure porteuse de l'élaboration et de la mise en œuvre est le Syndicat d’aménagement des bassins Aisne Vesle Suippe (SIABAVES).
La qualité des cours d’eau peut être consultée sur un site dédié géré par les agences de l’eau et l’Agence française pour la biodiversité.

### Climat
Pour des articles plus généraux, voir Climat du Grand Est et Climat de la Marne.
En 2010, le climat de la commune est de type climat océanique dégradé des plaines du Centre et du Nord, selon une étude du Centre national de la recherche scientifique s'appuyant sur une série de données couvrant la période 1971-2000. En 2020, Météo-France publie une typologie des climats de la France métropolitaine dans laquelle la commune est exposée à un climat océanique altéré et est dans la région climatique Nord-est du bassin Parisien, caractérisée par un ensoleillement médiocre, une pluviométrie moyenne régulièrement répartie au cours de l’année et un hiver froid (3 °C).
Pour la période 1971-2000, la température annuelle moyenne est de 10,5 °C, avec une amplitude thermique annuelle de 16,8 °C. Le cumul annuel moyen de précipitations est de 765 mm, avec 12,1 jours de précipitations en janvier et 8,1 jours en juillet. Pour la période 1991-2020, la température moyenne annuelle observée sur la station météorologique de Météo-France la plus proche, « Mailly-civc », sur la commune de Mailly-Champagne à 4 km à vol d'oiseau, est de 11,2 °C et le cumul annuel moyen de précipitations est de 755,5 mm. 
La température maximale relevée sur cette station est de 39,8 °C, atteinte le 25 juillet 2019 ; la température minimale est de −20 °C, atteinte le 16 janvier 1985,,.
Les paramètres climatiques de la commune ont été estimés pour le milieu du siècle (2041-2070) selon différents scénarios d'émission de gaz à effet de serre à partir des nouvelles projections climatiques de référence DRIAS-2020. Ils sont consultables sur un site dédié publié par Météo-France en novembre 2022.

## Urbanisme

### Typologie
Au 1er janvier 2024, Verzy est catégorisée bourg rural, selon la nouvelle grille communale de densité à sept niveaux définie par l'Insee en 2022.
Elle est située hors unité urbaine. Par ailleurs la commune fait partie de l'aire d'attraction de Reims, dont elle est une commune de la couronne,. Cette aire, qui regroupe 294 communes, est catégorisée dans les aires de 200 000 à moins de 700 000 habitants,.

### Occupation des sols
L'occupation des sols de la commune, telle qu'elle ressort de la base de données européenne d’occupation biophysique des sols Corine Land Cover (CLC), est marquée par l'importance des forêts et milieux semi-naturels (59 % en 2018), une proportion sensiblement équivalente à celle de 1990 (59,2 %). La répartition détaillée en 2018 est la suivante : 
forêts (56,9 %), cultures permanentes (32,2 %), terres arables (5,8 %), zones urbanisées (3 %), milieux à végétation arbustive et/ou herbacée (2,1 %). L'évolution de l’occupation des sols de la commune et de ses infrastructures peut être observée sur les différentes représentations cartographiques du territoire : la carte de Cassini (XVIIIe siècle), la carte d'état-major (1820-1866) et les cartes ou photos aériennes de l'IGN pour la période actuelle (1950 à aujourd'hui).

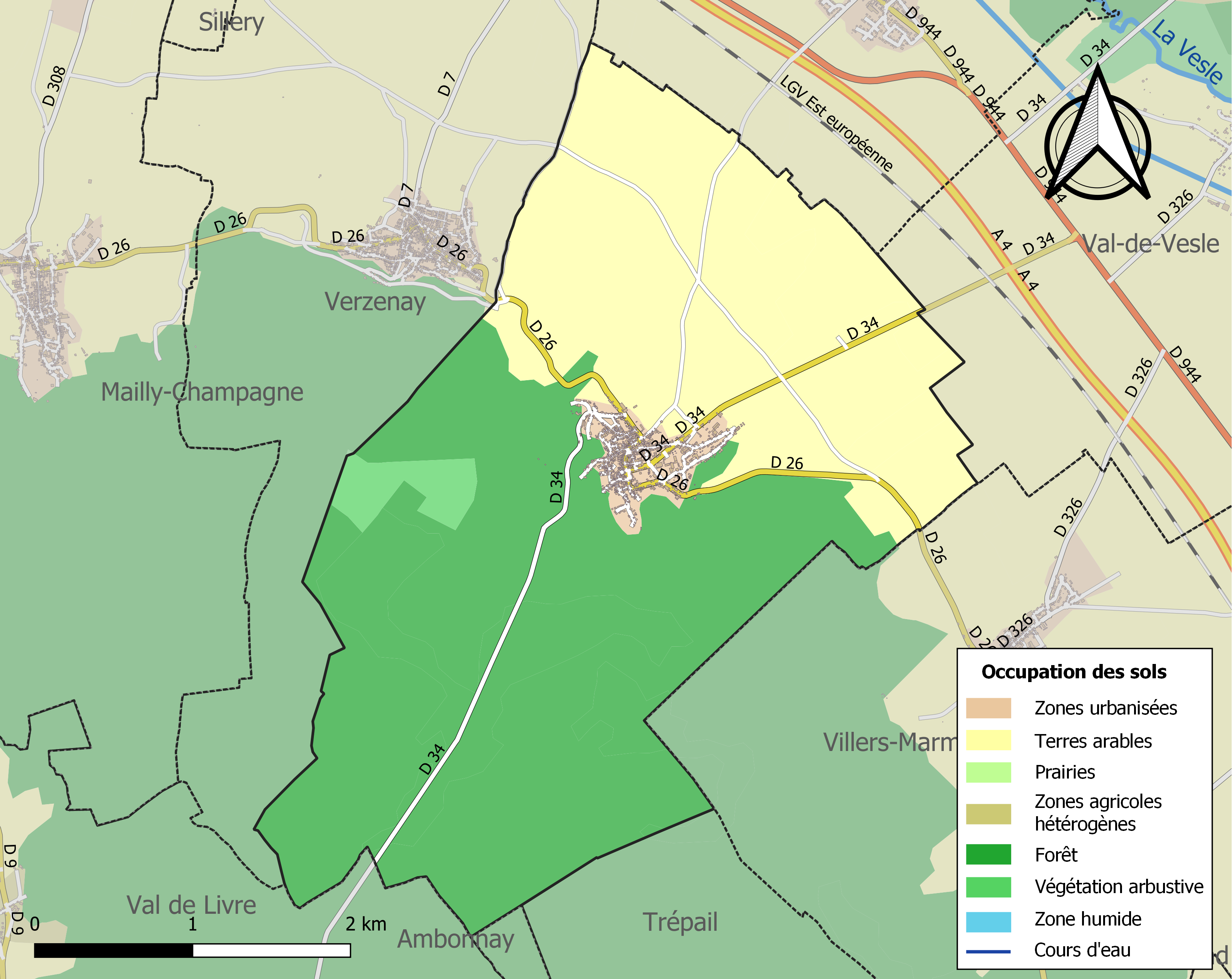
Carte des infrastructures et de l'occupation des sols de la commune en 2018 (CLC).

### Habitat et logement
En 2018, le nombre total de logements dans la commune était de 519, alors qu'il était de 508 en 2013 et de 470 en 2008.
Parmi ces logements, 81,7 % étaient des résidences principales, 1 % des résidences secondaires et 17,4 % des logements vacants. Ces logements étaient pour 89,5 % d'entre eux des maisons individuelles et pour 10,3 % des appartements.
Le tableau ci-dessous présente la typologie des logements à Verzy en 2018 en comparaison avec celle de la Marne et de la France entière. Une caractéristique marquante du parc de logements est ainsi une proportion de résidences secondaires et logements occasionnels (1 %) inférieure à celle du département (2,9 %) et à celle de la France entière (9,7 %). Concernant le statut d'occupation de ces logements, 75,4 % des habitants de la commune sont propriétaires de leur logement (75,9 % en 2013), contre 51,7 % pour la Marne et 57,5 % pour la France entière.
| Typologie                                               | Verzy | Marne | France entière |
| ------------------------------------------------------- | ----- | ----- | -------------- |
| Résidences principales (en %)                           | 81,7  | 88,1  | 82,1           |
| Résidences secondaires et logements occasionnels (en %) | 1     | 2,9   | 9,7            |
| Logements vacants (en %)                                | 17,4  | 9     | 8,2            |

## Toponymie
Le nom de la localité est attesté sous les formes Virisiacus, Viriziacus vicus (vers 948) ; Virziacum (956) ; Viridiacum (1090) ; Verzi ; Verzeium (1167) ; Villa que vocatur Verziaca (1171) ; Verziacum (1198) ; Verdi subtus Sanctum Basolum (vers 1252) ; Verseium (1267) ; Versi (1346) ; Versey (1400) ; Vresy (1456) ; Vrezy (1542) ; Vierzy (1608).

## Histoire

### Moyen Âge
Vers 530, Verzy appartient pour partie à Suavegothe, fille de Sigismond, roi de Bourgogne, et seconde femme de Thierry Ier, roi d'Austrasie. Suavegotte, dans son testament, légue à l'Église de Reims, le tiers du village de Verzy. L'archevêque légue cette propriété à Théodechilde, fille de Suavegotte, en usufruit. Théodéchilde fut, comme sa mère, la bienfaitrice du premier monastère de Verzy et elle donna aux religieux le reste de ses possessions à Verzy qui possédèrent alors les deux tiers du domaine de Verzy, et l'Église de Reims l'autre tiers.
En 991, Hugues Capet convoque le concile de Saint-Basle de Verzy à l'Abbaye Saint-Basle de Verzy pour y juger Arnoul, fils de Lothaire, qui l'avait trahi en ouvrant les portes de son archevêché de Reims à son oncle Charles de Lorraine, dernier prétendant carolingien.

### Époque contemporaine

Verzy au tout début du XXe siècle
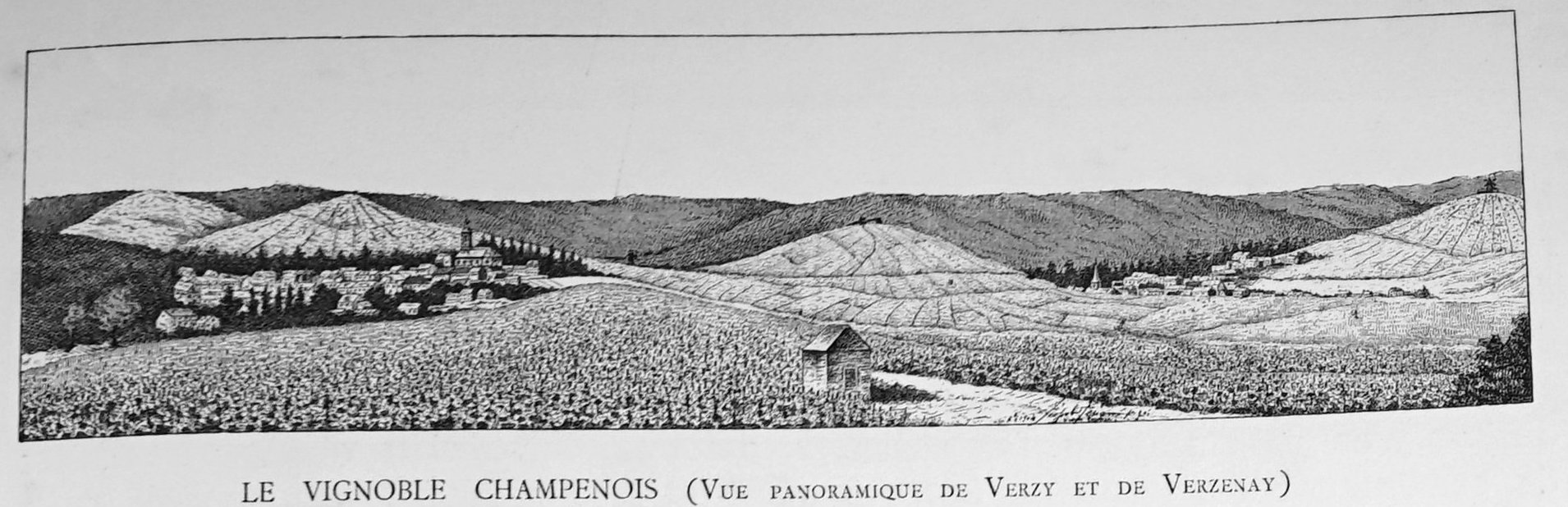
Le vignoble champenois (vue panoramique de Verzy et de Verzelay)
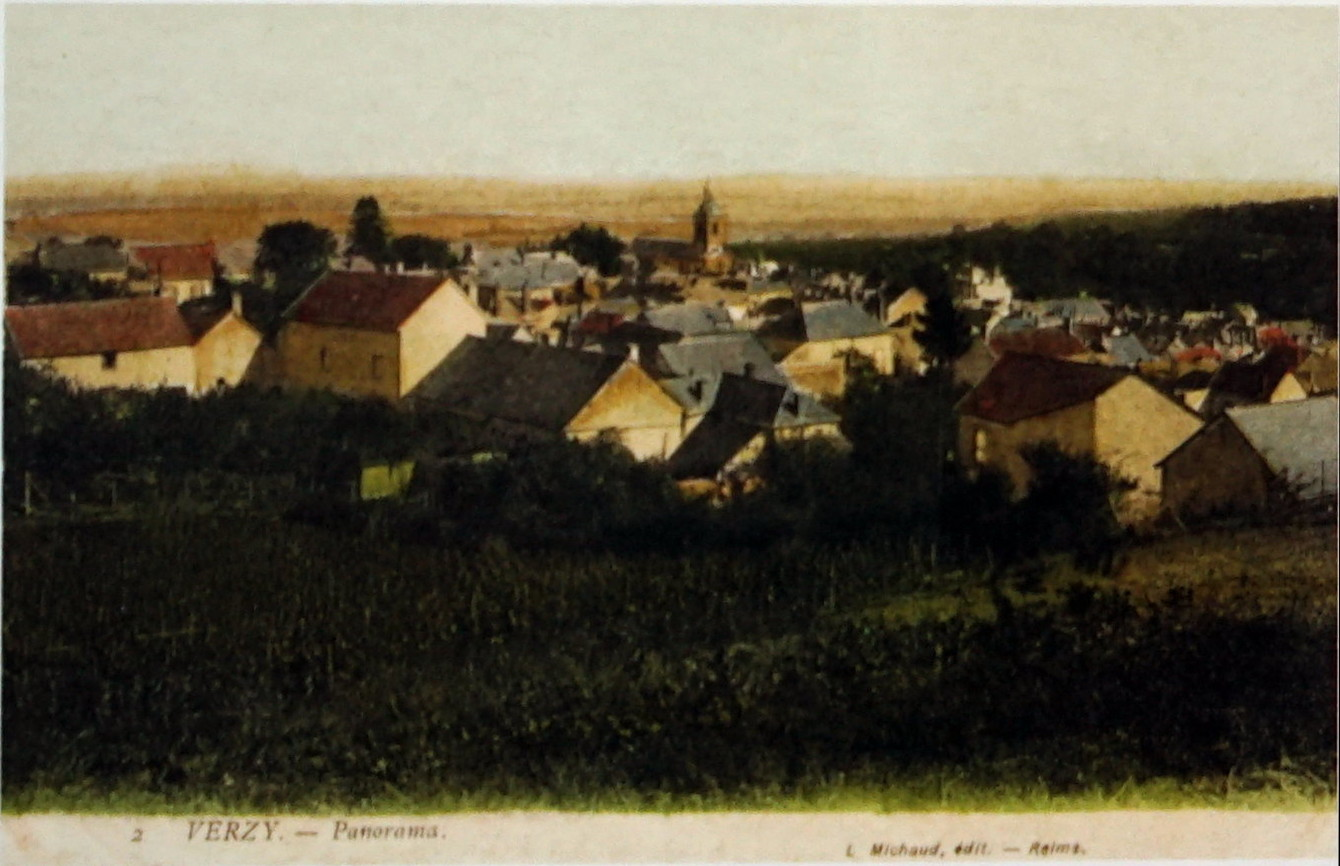
Panorama de Verzy
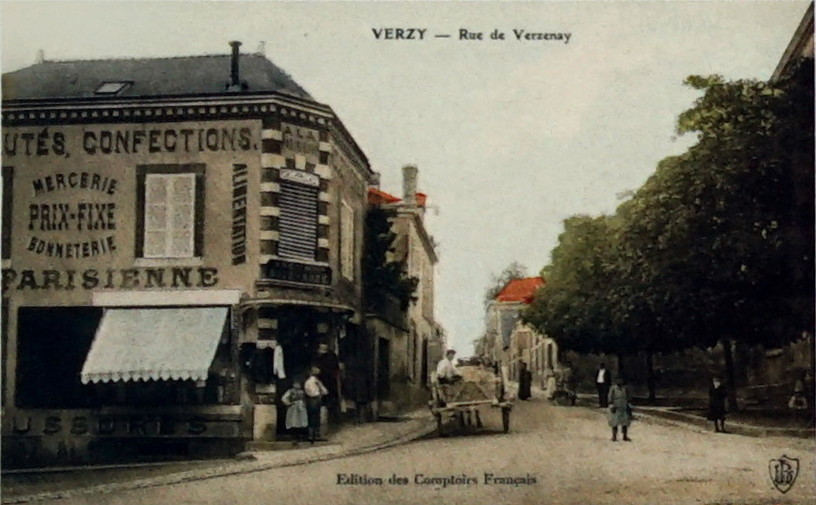
Rue de Verzenay
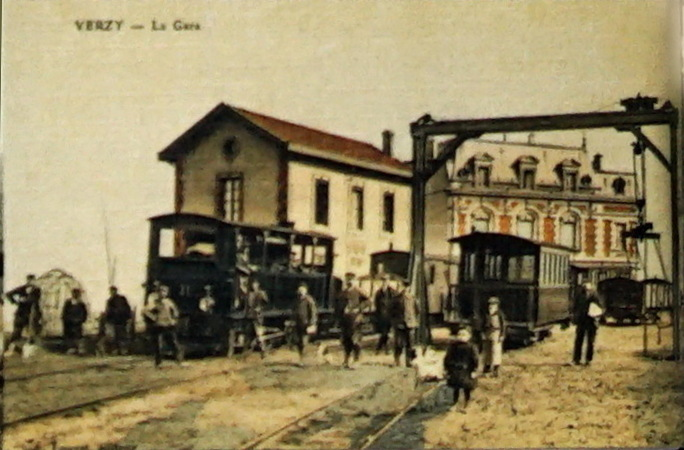
La gare
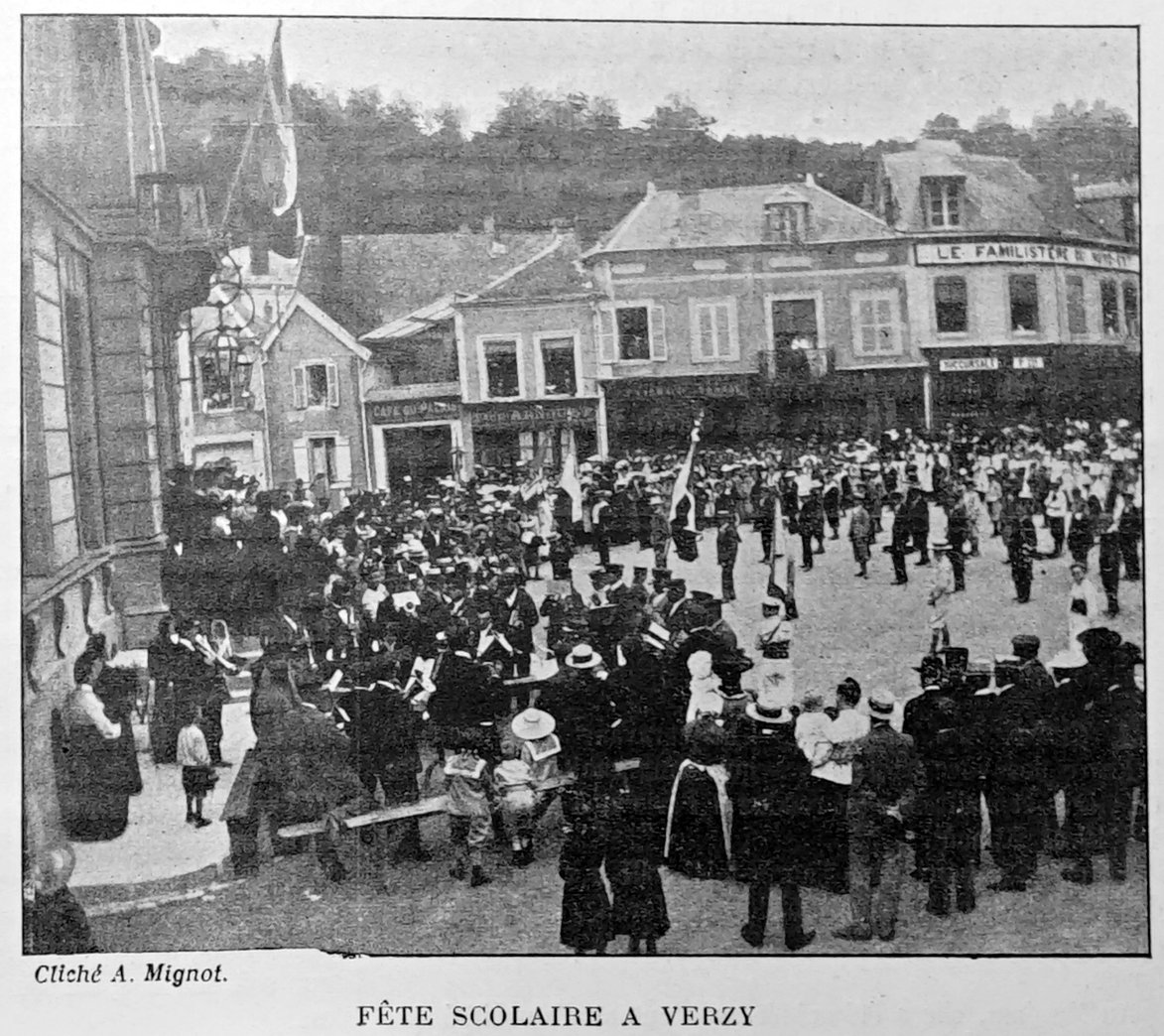
Fête scolaire en 1903

Verzy était le terminus de la ligne de 24 km d'un ancien réseau de chemin de fer secondaire à voie métrique, les Chemins de fer de la Banlieue de Reims, qui reliait le bourg à Reims de 1896 à 1947.

## Politique et administration

### Rattachements administratifs et électoraux

#### Rattachements administratifs
La commune se trouve dans l'arrondissement de Reims du département de la Marne.
Elle était depuis 1793 le chef-lieu du canton de Verzy. Dans le cadre du redécoupage cantonal de 2014 en France, cette circonscription administrative territoriale a disparu, et le canton n'est plus qu'une circonscription électorale.

#### Rattachements électoraux
Pour les élections départementales, la commune fait partie depuis 2014 du canton de Mourmelon-Vesle et Monts de Champagne
Pour l'élection des députés, elle fait partie de la troisième circonscription de la Marne.

### Intercommunalité
La commune, antérieurement membre de la communauté de communes Vesle-Montagne de Reims, est membre, depuis le 1er janvier 2014, de la communauté de communes Vesle et Coteaux de la Montagne de Reims.
En effet, conformément aux prévisions du schéma départemental de coopération intercommunale (SDCI) de la Marne du 15 décembre 2011, cette communauté de communes est née le 1er janvier 2014 de la fusion de trois petites intercommunalités :
- la Communauté de communes des Forêts et Coteaux de la Grande Montagne (CCFCGM), qui regroupait cinq communes ;
- la Communauté de communes des Rives de Prosne et Vesle (CCRPV), sauf la commune de Prosnes, soit deux communes ;
- la Communauté de communes Vesle-Montagne de Reims (CCVMR), qui regroupait neuf communes ;

auxquelles s'est jointe la commune isolée de Villers-Marmery.

### Liste des maires
| Période                                  | Période                        | Identité            | Étiquette | Qualité                                    |
| ---------------------------------------- | ------------------------------ | ------------------- | --------- | ------------------------------------------ |
| Les données manquantes sont à compléter. |                                |                     |           |                                            |
|                                          |                                |                     |           |                                            |
| 1879                                     |                                | M. Coutier          |           |                                            |
|                                          |                                |                     |           |                                            |
| 1971                                     | 2008                           | Pierre Lallement    | UDF       | Conseiller général de Verzy (1976 → 2008). |
| 2008                                     | 2014                           | Christophe Corbeaux |           |                                            |
| 2014                                     | mai 2020                       | Guy Flamand         |           |                                            |
| mai 2020                                 | En cours (au 16 décembre 2022) | Christophe Corbeaux |           | Agriculteur                                |

### Jumelage
Verzy est jumelée avec :
- Hüttigweiler (Allemagne)[29].

## Démographie
L'évolution du nombre d'habitants est connue à travers les recensements de la population effectués dans la commune depuis 1793. Pour les communes de moins de 10 000 habitants, une enquête de recensement portant sur toute la population est réalisée tous les cinq ans, les populations de référence des années intermédiaires étant quant à elles estimées par interpolation ou extrapolation. Pour la commune, le premier recensement exhaustif entrant dans le cadre du nouveau dispositif a été réalisé en 2007.

En 2022, la commune comptait 958 habitants, en évolution de −3,43 % par rapport à 2016 (Marne : −1,19 %, France hors Mayotte : +2,11 %).
| 1793  | 1800  | 1806  | 1821  | 1831  | 1836  | 1841  | 1846  | 1851  |
| ----- | ----- | ----- | ----- | ----- | ----- | ----- | ----- | ----- |
| 1 260 | 1 187 | 1 205 | 1 223 | 1 215 | 1 122 | 1 088 | 1 047 | 1 107 |

| 1856  | 1861  | 1866  | 1872  | 1876  | 1881  | 1886  | 1891  | 1896  |
| ----- | ----- | ----- | ----- | ----- | ----- | ----- | ----- | ----- |
| 1 055 | 1 030 | 1 024 | 1 095 | 1 201 | 1 239 | 1 379 | 1 360 | 1 470 |

| 1901  | 1906  | 1911  | 1921  | 1926  | 1931  | 1936 | 1946 | 1954 |
| ----- | ----- | ----- | ----- | ----- | ----- | ---- | ---- | ---- |
| 1 549 | 1 479 | 1 286 | 1 248 | 1 093 | 1 050 | 955  | 934  | 984  |

| 1962  | 1968  | 1975  | 1982 | 1990 | 1999  | 2006  | 2007  | 2012  |
| ----- | ----- | ----- | ---- | ---- | ----- | ----- | ----- | ----- |
| 1 031 | 1 058 | 1 007 | 880  | 994  | 1 058 | 1 067 | 1 068 | 1 047 |

| 2017 | 2022 | - | - | - | - | - | - | - |
| ---- | ---- | - | - | - | - | - | - | - |
| 974  | 958  | - | - | - | - | - | - | - |

## Lieux et monuments
Au mont Sinaï, principal sommet de la montagne de Reims, on trouve un observatoire ainsi que l'abri de blockhaus à mitraillettes de Verzy, qui sont deux témoignages de la Première Guerre mondiale.
Les faux de Verzy, des hêtres tortillards, poussent dans la forêt au sud de la commune.

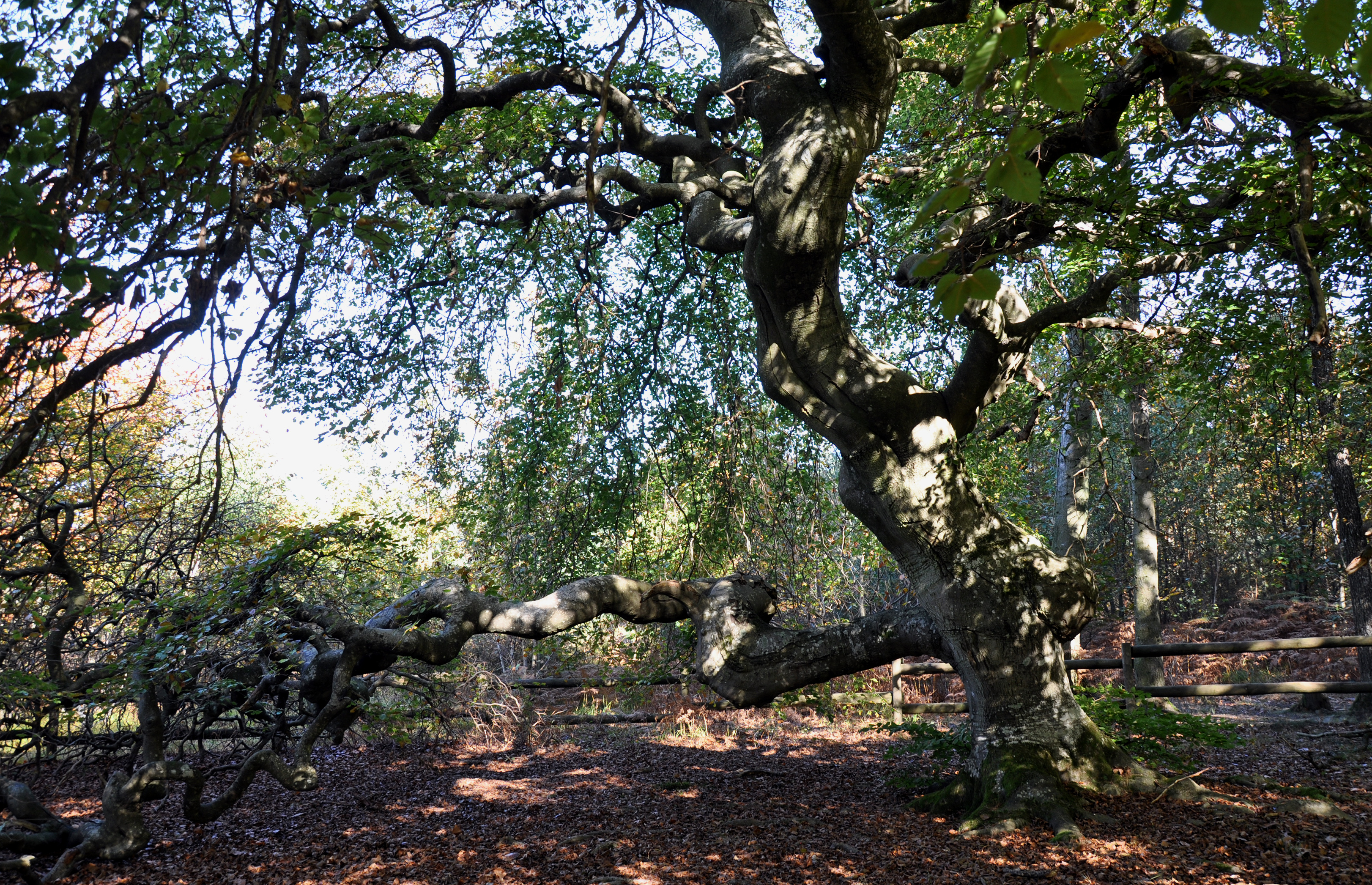
Le fau de Saint-Basle, dans la forêt de Verzy.
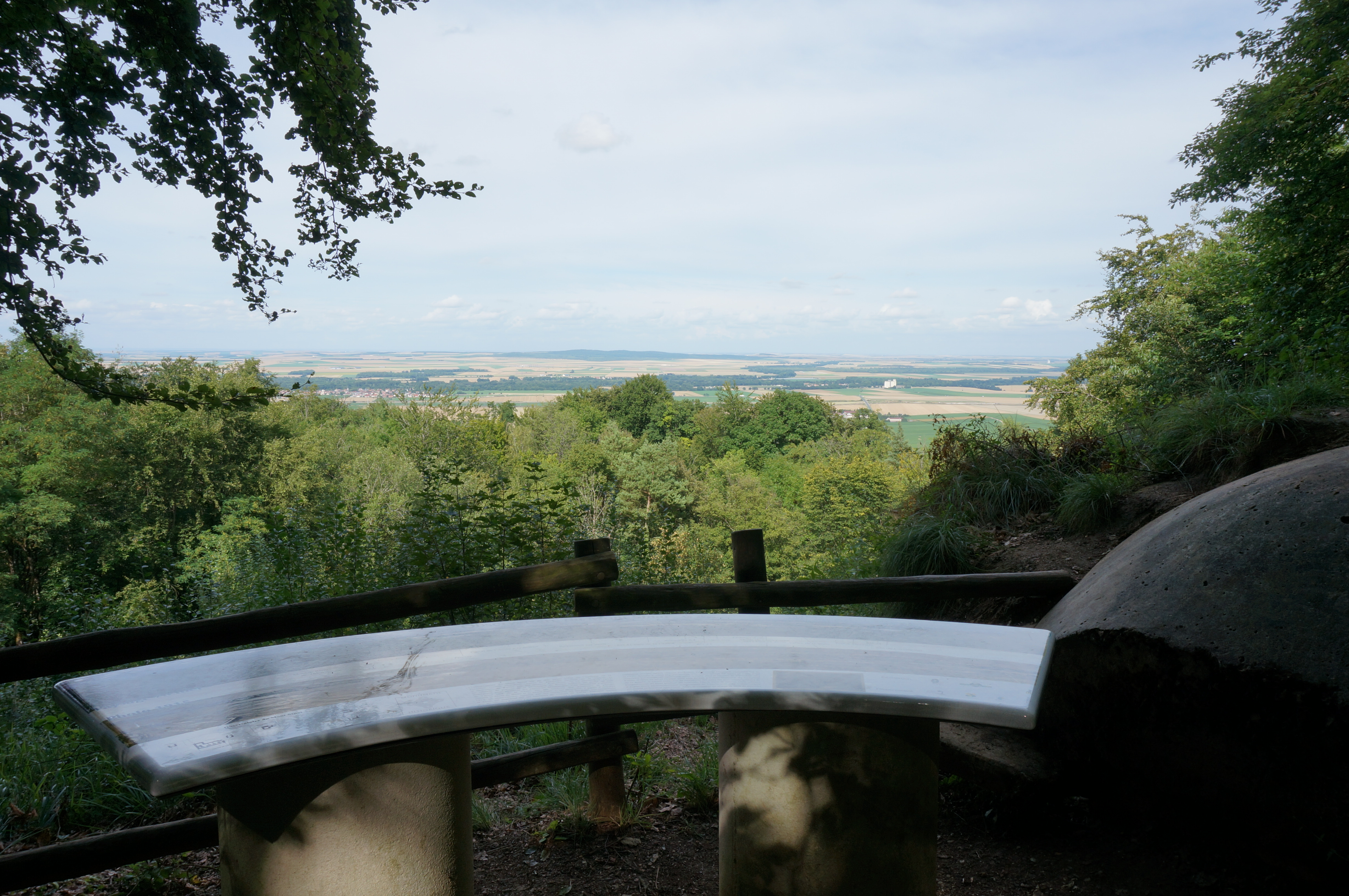
Observatoire avec vue sur la vallée et abri classé.
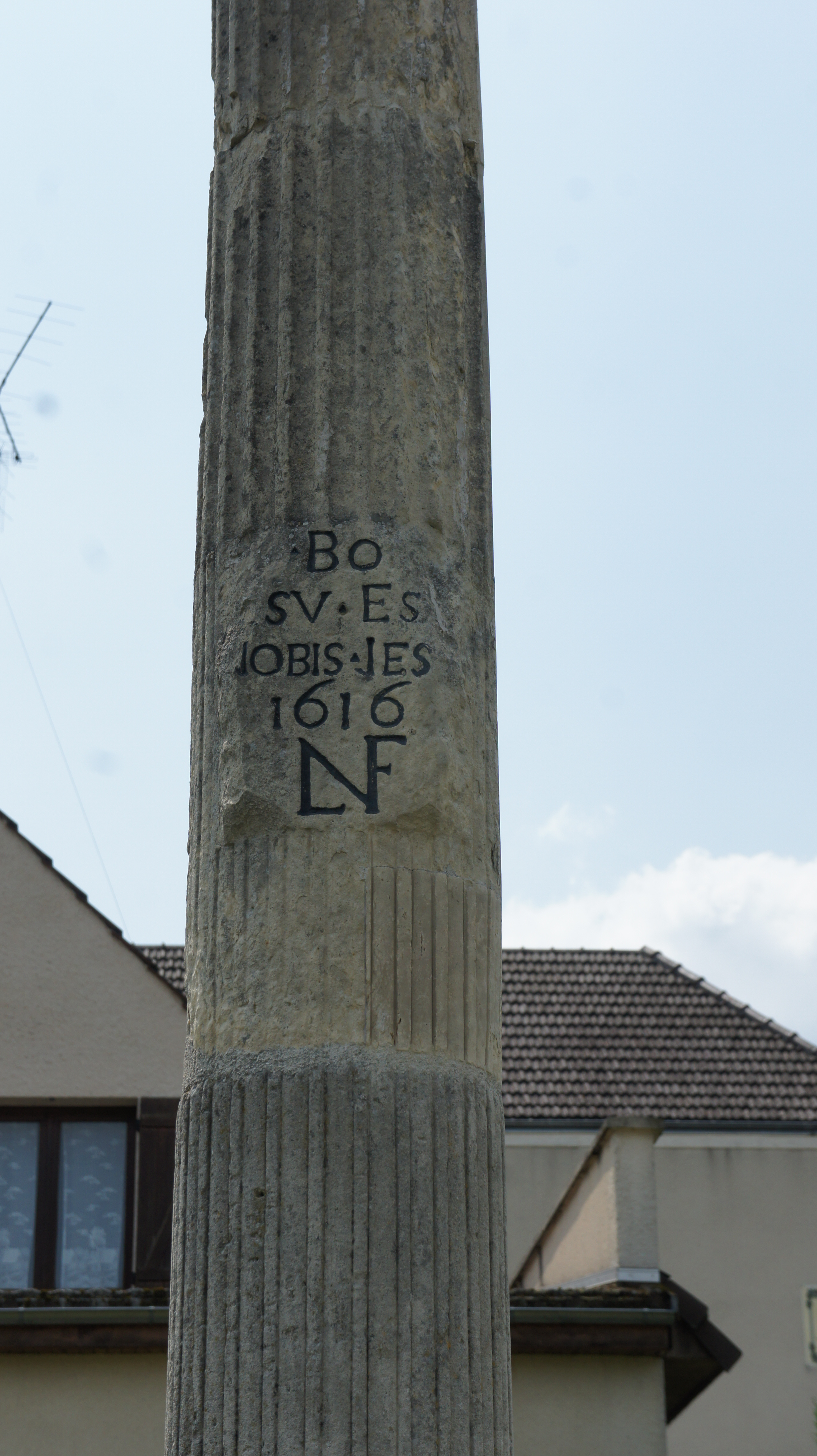
Croix à Verzy.
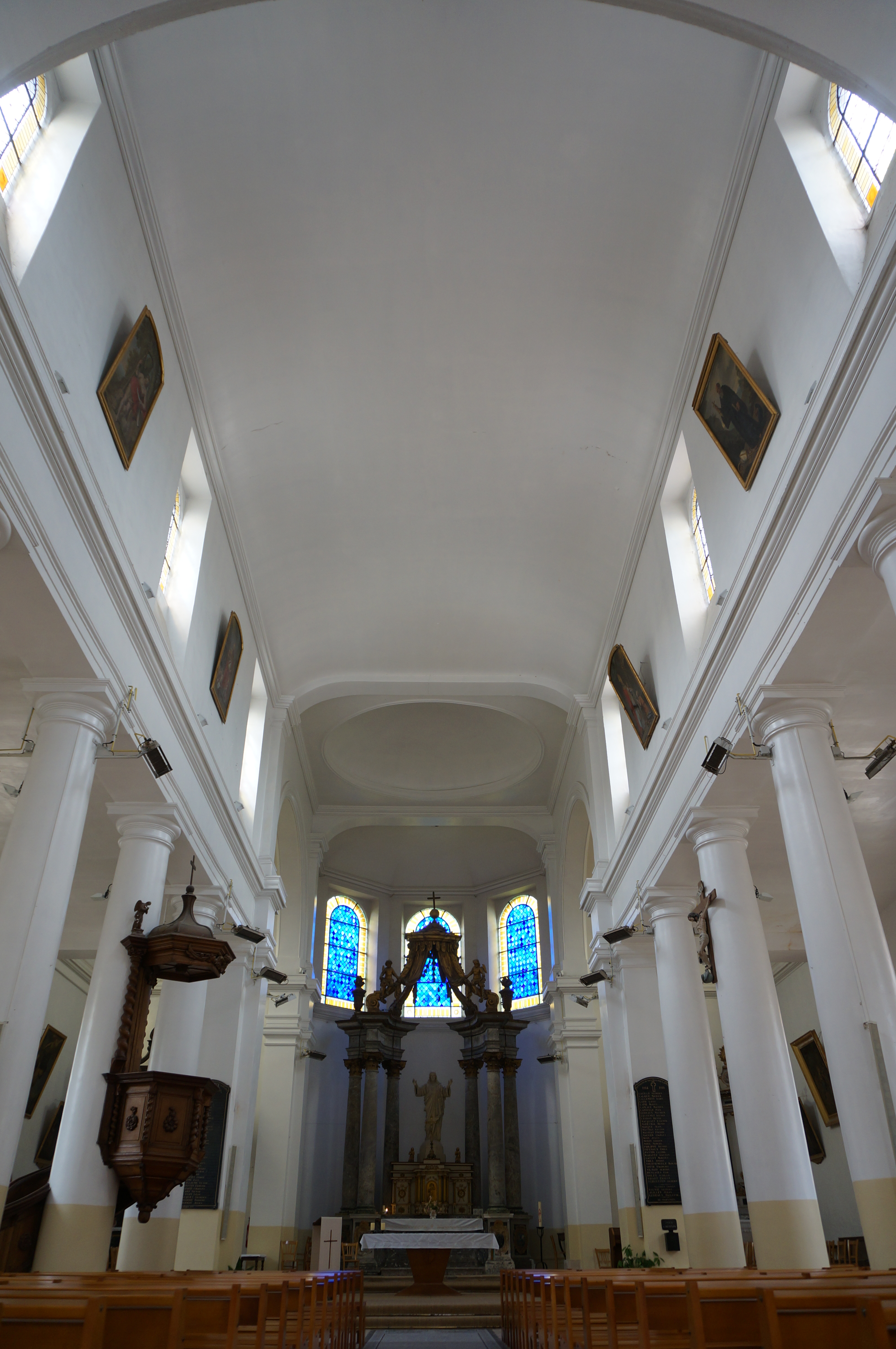
L'église.

L'église du village qui a certains objets classés :
- Un autel avec son tabernacle et son retable[33],
- Un autel avec son tabernacle et son retable et son dais[34] au sud,
- Un autel avec son tabernacle et son retable et son dais[34] avec des colonnes en marbre, les trois du XVIIIe siècle,
- une statue de Marie à l'enfant en pierre[35] du XIVe siècle.

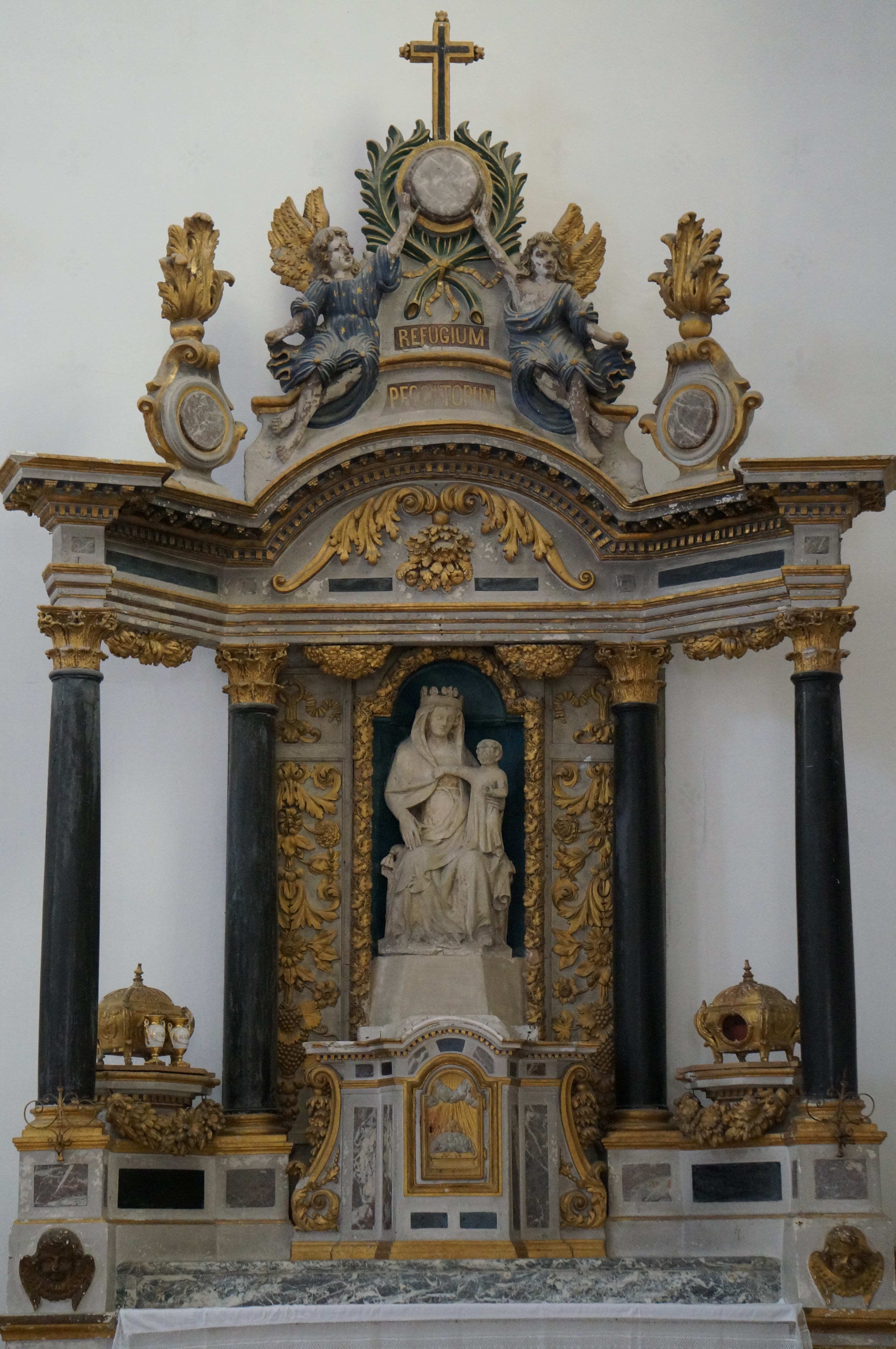
Autel avec Marie…
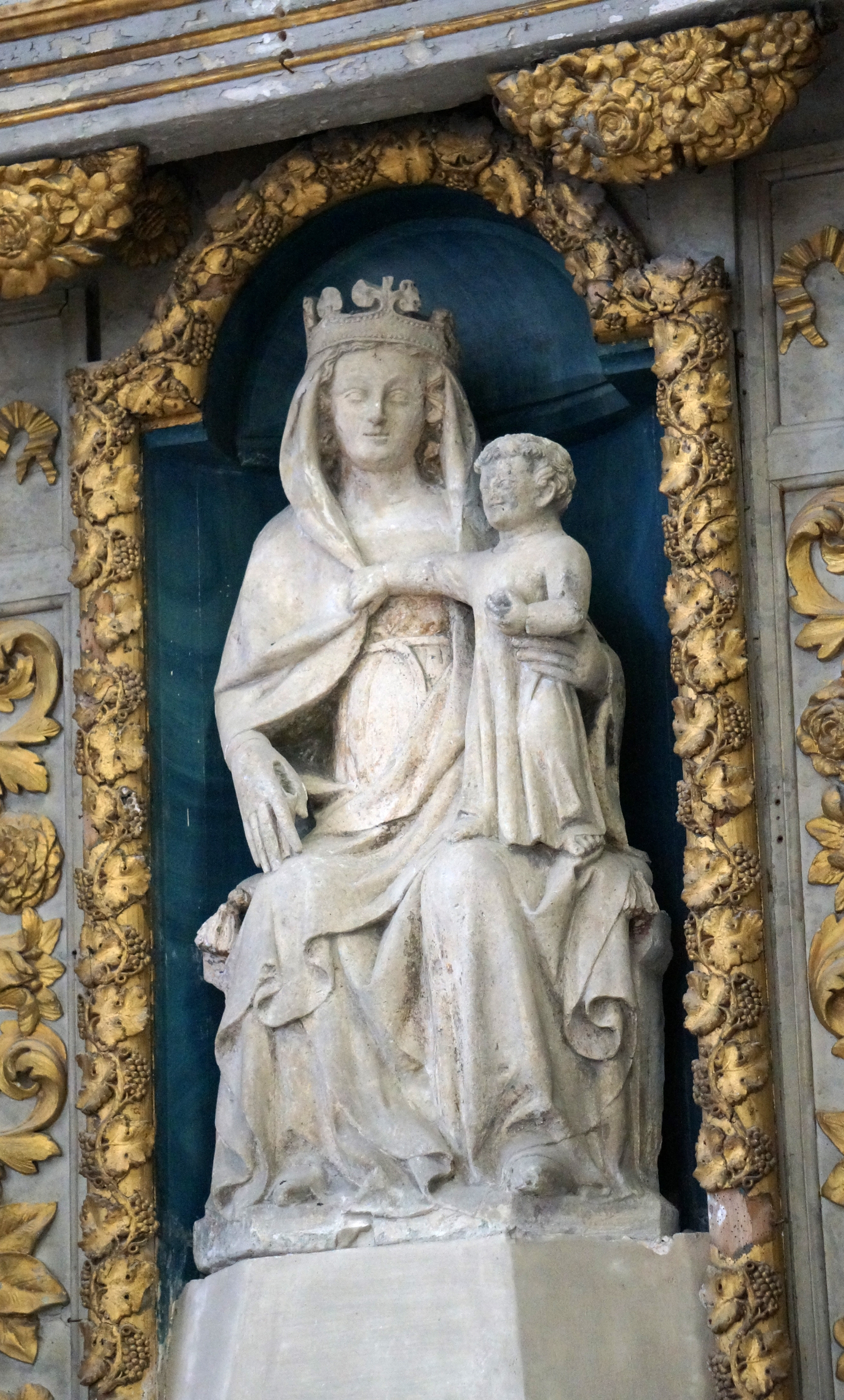
… en détail.
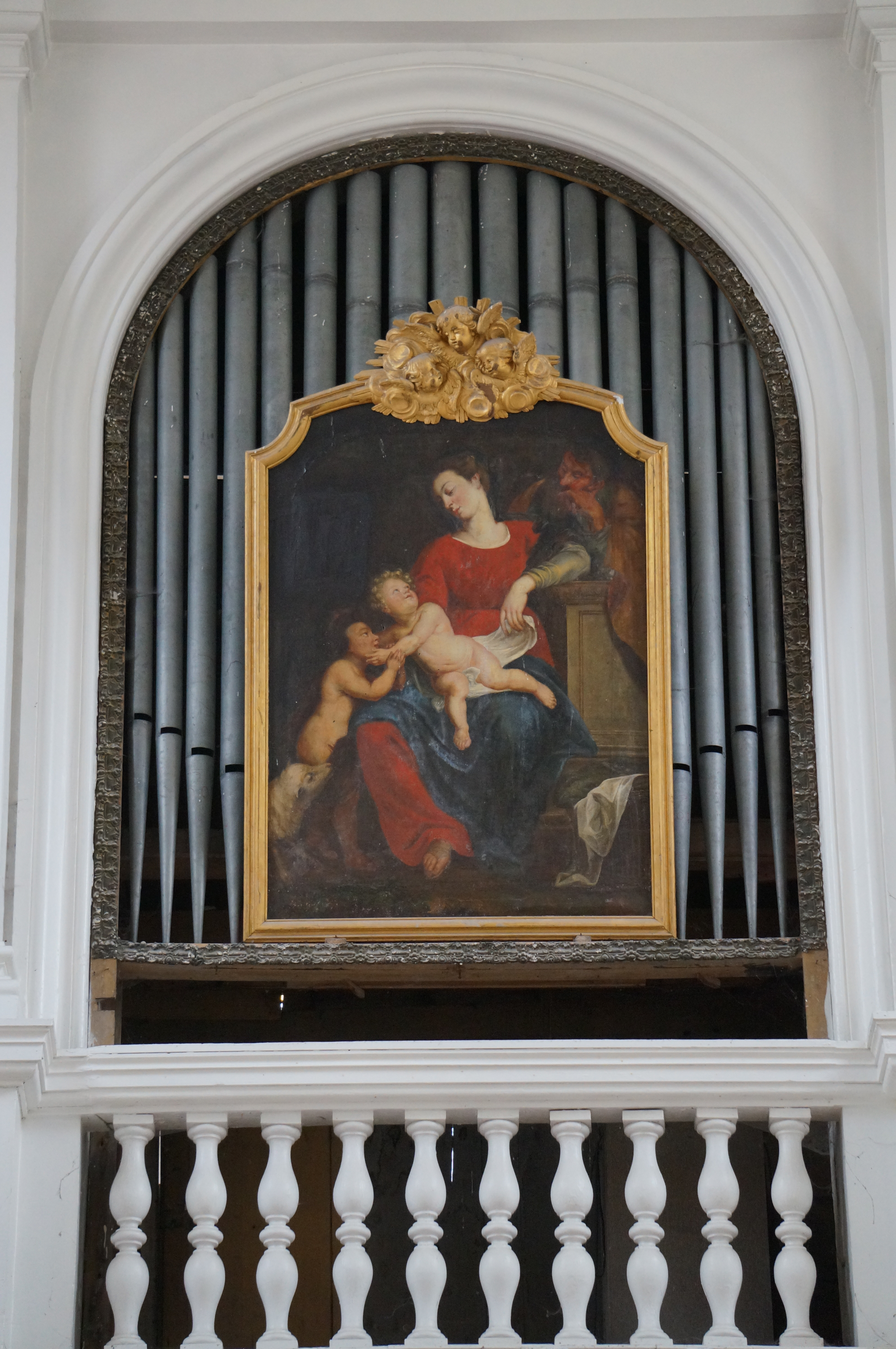
Orgues.
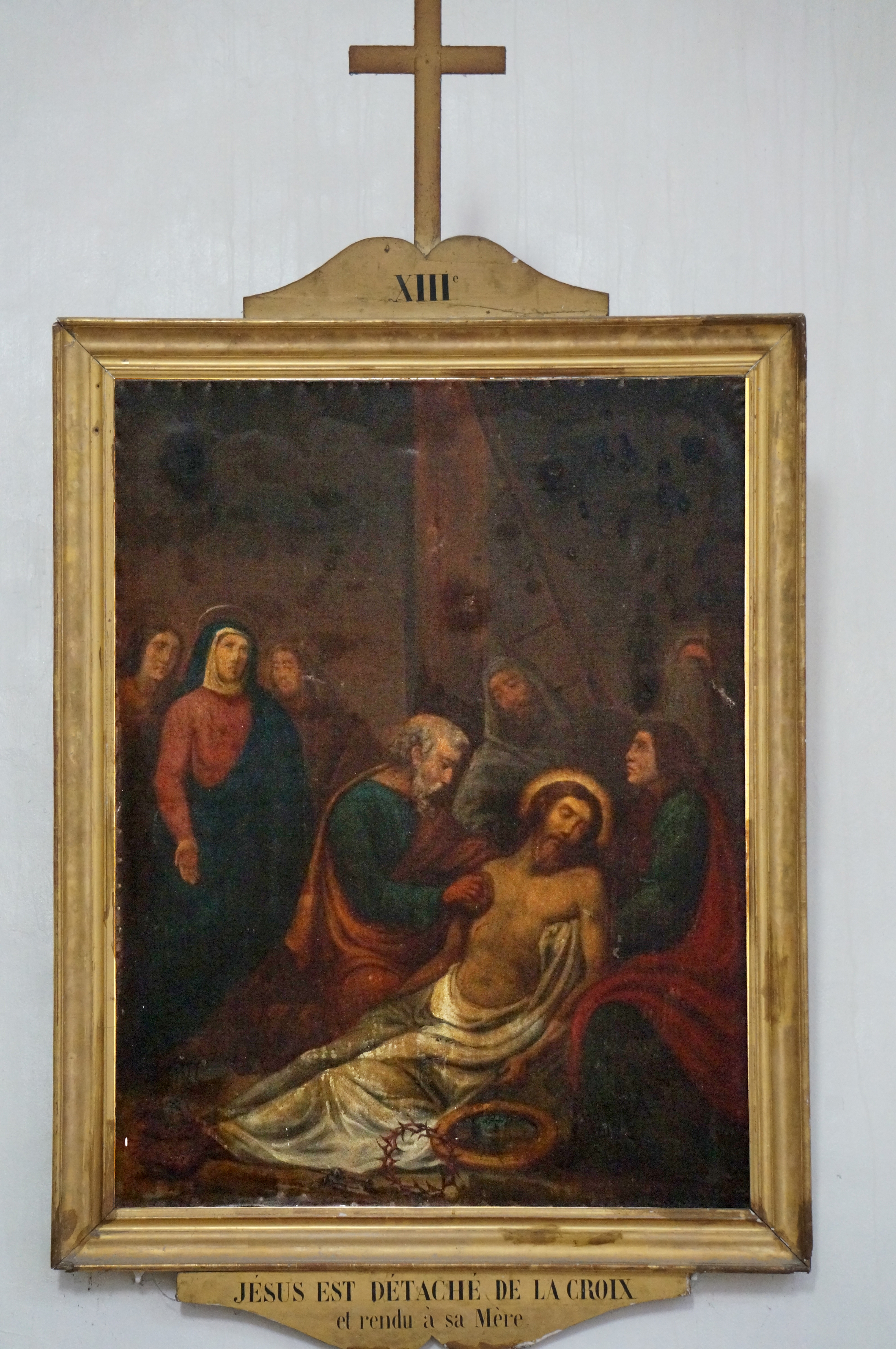
Chemin de croix.
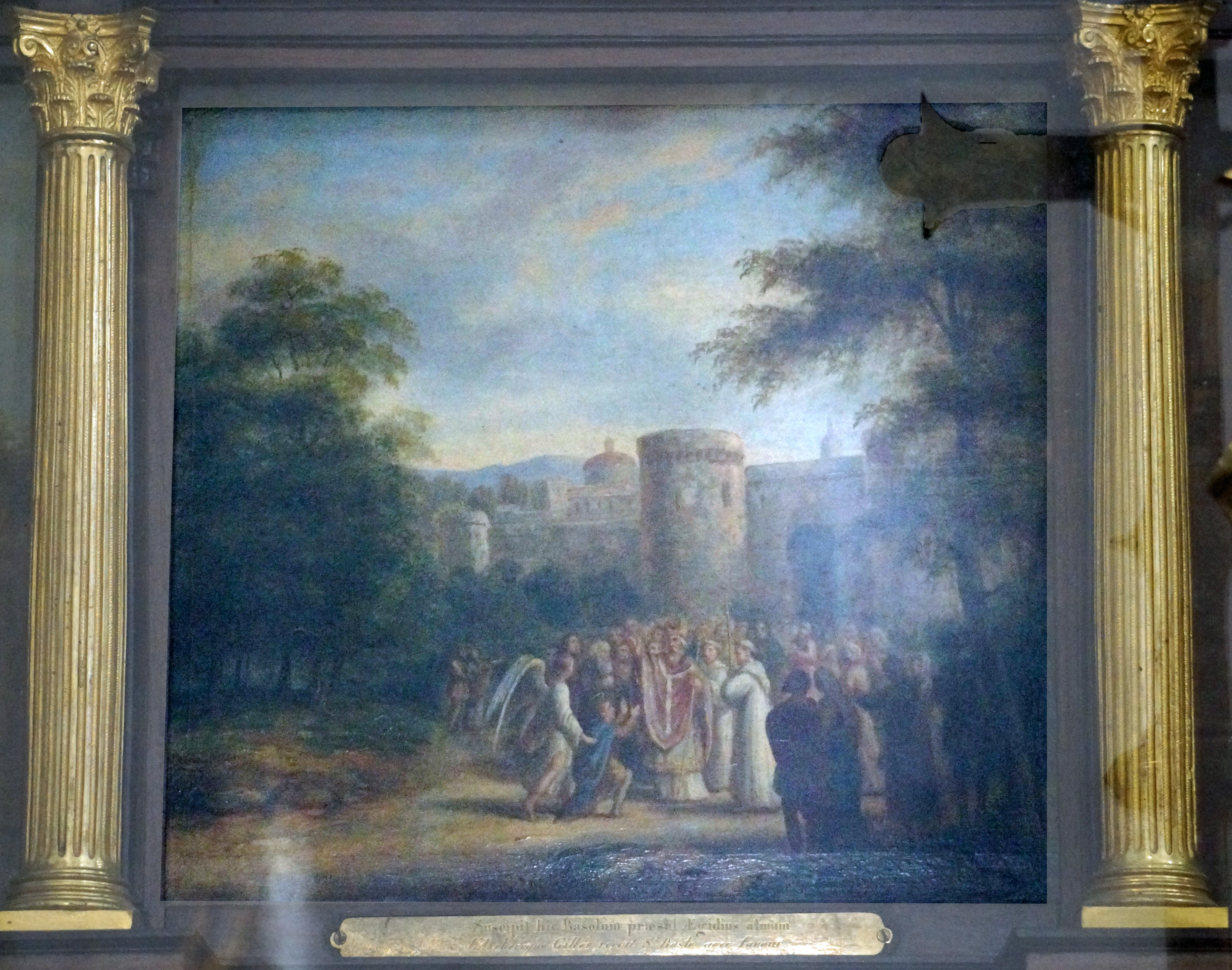
Détail du tabernacle.
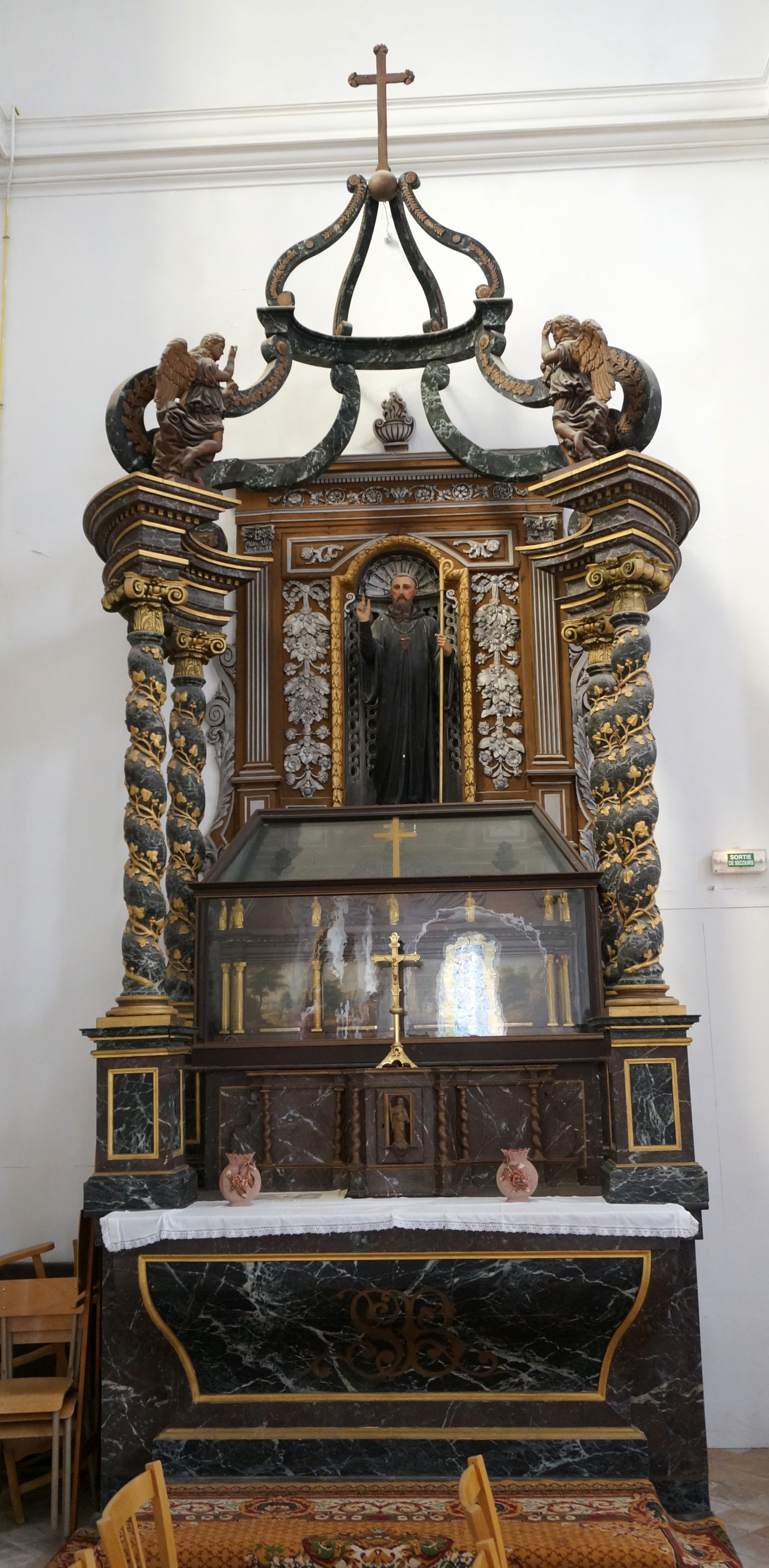
Autel classé.

## Personnalités liées à la commune
- Basle de Verzy, saint catholique du VIe siècle, ermite, originaire d'Aquitaine première, et évangélisateur de la Champagne et de la Lorraine
- Louis Boulanger (1806-1867), peintre, graveur, lithographe et illustrateur romantique français[pourquoi ?]
- Achille Lemot (1846-1909) : illustrateur, vignettiste et caricaturiste français[pourquoi ?]
- Michel Philippot (1925-1996), compositeur français, y est né.
- Jean-Marie Le Sidaner (1947-1992), écrivain français, y est mort.

### Verzy dans les arts et la culture
- François-Xavier Luciani, Subjonctif, St Ouen, Les Éditions du Net, 2018, 328 p. (ISBN 978-2-312-06308-9, lire en ligne)Subjonctif est un roman noir et ludique dont l'action se déroule durant le passage du millénium dans et autour du village de Verzy. Sont mis en scène les Faux de Verzy, le et la Champagne, les tempêtes Lothar et Martin…

### Héraldique
| Blason de Verzy | Blason  | D'argent aux deux comètes renversées d'or bordées de sable posées en chevron arqué en ogive, la lettre V capitale du même brochant sur le tout. |
| Blason de Verzy | Détails | Le statut officiel du blason reste à déterminer.                                                                                                |

## Pour approfondir